# Datu Blah T. Sinsuat
Datu Blah T. Sinsuat is een gemeente in de Filipijnse provincie Maguindanao op het eiland Mindanao. Bij de laatste census in 2007 had de gemeente bijna 23 duizend inwoners.

## Geschiedenis
Datu Blah T. Sinsuat is in 2006 ontstaan als afsplitsing van de gemeente Upi. De vorming van deze nieuwe gemeente werd op 16 september 2006 bekrachtigd middels een volksraadpleging.

## Geografie

### Bestuurlijke indeling
Datu Blah T. Sinsuat is onderverdeeld in de volgende 13 barangays:
| - Kinimi - Laguitan - Lapaken - Matuber - Meti - Nalkan - Penansaran | - Pura - Resa - Sedem - Sinipak - Tambak - Tubuan |

Ampatuan · Barira · Buldon · Buluan · Cotabato City · Datu Abdullah Sangki · Datu Anggal Midtimbang · Datu Blah T. Sinsuat · Datu Hoffer Ampatuan · Datu Odin Sinsuat · Datu Paglas · Datu Piang · Datu Salibo · Datu Saudi-Ampatuan · Datu Unsay · Gen. S.K. Pendatun · Guindulungan · Kabuntalan · Mamasapano · Mangudadatu · Matanog · Northern Kabuntalan · Pagagawan · Pagalungan · Paglat · Pandag · Parang · Rajah Buayan · Shariff Aguak · Shariff Saydona Mustapha · South Upi · Sultan Kudarat · Sultan Mastura · Sultan sa Barongis · Talayan · Talitay · Upi